# Wilhelm Kühnert
Wilhelm Friedrich Ludwig Kühnert (* 28. Februar 1900 in Straßburg; † 18. November 1980 in Wien) war ein deutsch-österreichischer evangelischer Kirchenhistoriker. Er galt als lutherisch-konservativ.
Kühnert studierte evangelische Theologie an mehreren deutschen Universitäten. Ab 1929 setzte er dieses Studium in Wien fort, wo er – abgesehen vom Kriegsdienst während des Zweiten Weltkrieges – sein weiteres Leben verbrachte. In Wien erwarb er ein Doktorat der Philosophie und eines der Theologie. Er unterrichtete als Religionslehrer an Gymnasien. In der Nachkriegszeit erhielt er außerdem einen universitären Lehrauftrag für Kirchengeschichte und wurde 1951 ordentlicher Professor für dieses Fach. Von ihm wurden zahlreiche Aufsätze gedruckt. Er war Herausgeber des Jahrbuchs der Gesellschaft für die Geschichte des Protestantismus in Österreich und der theologischen Fachzeitschrift Amt und Gemeinde. Im Hinblick auf die Zeit des Nationalsozialismus gilt er teils als entschiedener Gegner, teils als grundsätzlich politisch zurückhaltend.

## Leben und Wirken

### Herkunft und Schulzeit
Die Geburtsurkunde nennt seine Vornamen in der Reihenfolge Wilhelm Friedrich Ludwig.
Er war das einzige Kind seiner lutherischen Eltern, die aus Franken stammten. Durch den Beruf seines Vaters Johann Friedrich Kühnert – er arbeitete als Direktor für die Siemens-Schuckertwerke – musste die Familie mehrmals umziehen. So wurde Wilhelm Kühnert in Straßburg geboren, ging dann u. a. in Dresden in ein humanistisches Gymnasium, in dem er 1917 das Abitur ablegte, und erwarb so für sein späteres Theologiestudium gute Sprachkenntnisse.

### Studium
Kühnert begann 1917 an der Universität Erlangen zu studieren. Zu einer Teilnahme am Ersten Weltkrieg kam es nicht mehr: Im Juni 1918 wurde er einberufen, während der Ausbildung verletzte ihn aber der Hufschlag eines Pferdes schwer. Nach seiner Genesung setzte er sein Studium in Greifswald – wegen der gesundheitsfördernden Wirkung der Seeluft – fort (1919/20). Dann kehrte er nach Erlangen zurück. 1922 wechselte er zur Universität Leipzig, wo er bis 1926 studierte. Er war Mitglied in den christlichen Studentenverbindungen Erlanger und Leipziger Wingolf. Nach seinem Studium war er in Leipzig Assistent. Er heiratete im April 1929 Martha Hildegard Schöne. In Leipzig entstand auch eine Freundschaft mit dem etwa gleichaltrigen und gleichgesinnten Theologen Walter Künneth.
Ab dem Wintersemester 1929/30 setzte er sein Studium an der Universität Wien fort, wo er 1931 auch dem Wingolf zu Wien beitrat. Er wollte beim reformierten Dogmatiker Josef Bohatec, einem Wingolf-Mitglied, studieren. Hier schloss er seine Studien ab: 1930 dissertierte er in Philosophie (über den lutherischen Philosophen Leibniz), 1934 in Kirchengeschichte (über Gabriel Biel).

### Lehrer in Wien
Er blieb in Wien und arbeitete ab 1931 als Religionslehrer in Mittelschulen. In Wien wurde dem Ehepaar 1935 der Sohn Joachim geboren, der später Jurist wurde; von ihm stammt in Bezug auf seinen Vater eine ausführliche Darstellung des politischen Menschen (2005). 1938 wurde die Tochter Roswitha geboren.
Feldbischof Franz Dohrmann wollte ihn 1938 als Militärpfarrer einsetzen. Dazu musste Kühnert aber zuvor für den kirchlichen Dienst ordiniert werden. Da es schnell gehen sollte, genügte eine Woche Vikariat. Daraufhin arbeitete Kühnert während des Zweiten Weltkrieges als Wehrmachtspfarrer.
Auch nach dem Krieg arbeitete Kühnert wieder als Mittelschullehrer.

### Professor an der Universität Wien
Unmittelbar nach Kriegsende gab es an der Evangelisch-Theologischen Fakultät der Universität Wien nur noch wenige aktive Professoren: Josef Bohatec und Gustav Entz (sowie Fritz Wilke, der aber nicht unterrichten durfte); zu diesen gesellten sich als zusätzliche Lehrer nach und nach mehrere Pfarrer der Evangelischen Kirche in Österreich. Einer davon war der Kriegsheimkehrer Kühnert, der 1946 den Lehrauftrag für Kirchengeschichte erhielt. 1947 habilitierte er mit einer Schrift über Leibniz.
1951 wurde er ordentlicher Professor. Er übernahm für fast drei Jahrzehnte die Herausgeberschaft der Zeitschrift Jahrbuch der Gesellschaft für die Geschichte des Protestantismus in Österreich (1951–1978). Außerdem übernahm er in den Jahren 1955–1973 die Schriftleitung der Zeitschrift Amt und Gemeinde, die sich an theologisch Interessierte wendet und vom Bischof der Evangelischen Kirche herausgegeben wird. Kühnerts zahlreiche kleinere Beiträge in Fachzeitschriften erstrecken sich über viele Bereiche der Kirchengeschichte, mit Schwerpunkten in der Alten Kirche und der österreichischen Protestantismusgeschichte (siehe Bibliographie). Sie erschienen vor allem in den beiden genannten Zeitschriften, aber auch im Österreichischen Archiv für Kirchenrecht. Dieses Fach unterrichtete Kühnert in den 1960er Jahren zusätzlich; außerdem wirkte er an der Gründung des evangelischen Universitäts-Instituts für Kirchenrecht und am Protestantengesetz von 1961 mit. Im Hinblick auf Kühnerts „zwischen Kirchengeschichte und Kirchenrecht angesiedelten Arbeiten“ sieht Gustav Reingrabner Kühnerts Bedeutung „vor allem darin, daß er der Frage nach dem Selbstverständnis des österreichischen Protestantismus nach dem Toleranzpatent von 1781 nachgegangen ist“. Neben seinen drei ungedruckten Qualifikationsarbeiten schrieb Kühnert kein Buch; es kam „nicht mehr zu größeren Forschungsvorhaben“. Kühnerts Publikationsliste umfasst ungefähr 270 Titel, wovon aber ungefähr die Hälfte Buchbesprechungen sind.
Mehr als seine Vorgänger betrieb Kühnert die Kirchengeschichte als eine dezidiert theologische Disziplin: Er beurteilte kirchengeschichtliche Gestalten und Ereignisse vom Bekenntnis der Kirche her. „Er hat sich auch als Professor stets als Pfarrer seiner Kirche verstanden.“ Er beteiligte sich stark am Leben der Kirche, u. a. an der Synode.
Bei Auseinandersetzungen in der Fakultät und an der Universität (z. B. während der 68er-Bewegung) bemühte er sich, so wie sein Kollege Fritz Zerbst, um ein gutes Verhältnis zur Kirchenleitung (die unter Bischof Oskar Sakrausky in den 1970er Jahren betont konservativ war). Kühnert hatte Bedenken gegen die rationalistische Theologie des 19. Jahrhunderts sowie gegen den Zugang der Neutestamentler Rudolf Bultmann und Ernst Käsemann, aber auch gegen eine einseitig gesellschaftsbezogene Theologie der zweiten Hälfte des 20. Jahrhunderts. In solchen Strömungen sah er die Gefahr einer Auflösung der eigentlichen Substanz des christlichen Glaubens. Seiner eigenen konservativen Orientierung entspricht auch sein Beitritt zu dem von Eduard Ludwig geleiteten, an der Universität Wien einflussreichen „Verband Geistig Schaffender“.
Kühnert war viermal Dekan der Evangelisch-Theologischen Fakultät: 1951/52, 1957/58, 1962/63 und 1967/68. Seine Emeritierung erfolgte 1970.
In zweiter Ehe war Kühnert mit Frieda, geborene Gobanz, verheiratet. Er starb im Jahr 1980.

## Politische Haltung
Franz Graf-Stuhlhofer fasst Kühnerts Haltung in den 1930er Jahren und während des Zweiten Weltkrieges folgendermaßen zusammen: „Kühnert engagierte sich politisch kaum, er erbrachte bloß das Minimum an dem, was politisch jeweils gefordert war, und fiel nirgends negativ auf.“
Dieser Eindruck stützt sich auf den Kühnert betreffenden Gau-Akt. Darin sind „politische Beurteilungen“ Kühnerts durch mehrere NS-Funktionäre gesammelt. Joachim Kühnert, Wilhelms Sohn, hält bei seinem – seinen Vater betreffenden – Versuch der Darstellung des politischen Menschen die Einschätzung Graf-Stuhlhofers für unzutreffend, und sieht seinen Vater in einem starken Gegensatz zum Nationalsozialismus stehend. Die von seinem Vater Wilhelm gehörten rückblickenden Äußerungen über dessen Verhalten in der NS-Zeit hält der Sohn Joachim durchwegs für korrekt.
Wilhelm Kühnerts Sohn berichtet, dass sein Vater sich bei Fragen der Wirtschaftsordnung aus Prinzip zurückhielt und nicht öffentlich Stellung nehmen wollte, mangels praktischer Erfahrungen in diesem Bereich. Neben einer solchen Zurückhaltung aus Kompetenzgründen plädierte Wilhelm Kühnert auch für eine bestimmte politische Zurückhaltung bei geistlichen Amtsträgern – diese sollten nicht Mitglieder politischer Parteien sein. Eine gewisse Zurückhaltung in politischer Hinsicht entspricht dem vom Gau-Akt vermittelten Eindruck.
Als konservativer Lutheraner hatte Wilhelm Kühnert eine Distanz zu vielen anderen Weltanschauungen, auch gegenüber dem Nationalsozialismus. Diese Distanz bedeutete aber noch keine Nähe zur Widerstandsbewegung der Bekennenden Kirche. Weltanschauliche Unterschiede konnten in Äußerlichkeiten sichtbar werden, etwa bei der Anrede eines Geistlichen mit „Hochwürden“. Diese Anrede wurde vom Oberkirchenrat 1939 abgeschafft, aber Kühnert hielt daran fest, und bezeichnete diese von ihm abgelehnte Abschaffung später als Ausdruck „des nationalsozialistischen Egalitarismus“.

### Vor 1938
Kühnert gehörte während seines Studiums von 1921 bis 1924 der Deutschnationalen Volkspartei an. Seit Herbst 1930 war der Nationalsozialistische Lehrerbund (NSLB) in Österreich aktiv. Kühnert begann seinen Dienst als Lehrer im März 1931. Dann scheint er Mitglied beim NSLB geworden zu sein, beendete aber seine Mitarbeit und Zahlungen mit dem Verbot im Juni 1933.
Nach Kühnerts Tod schrieb sein Schüler Peter Barton einen Nachruf (In memorium, 1981), in dem er auch auf Kühnerts politische Einstellung Bezug nimmt. Barton erwähnt, dass sich Kühnert 1933 „demonstrativ um die österreichische Staatsbürgerschaft“ bewarb, nachdem er als bayerischer Staatsangehöriger seit einigen Jahren in Österreich gelebt hatte. Darin sieht Barton einen „Akt einer klaren Abgrenzung vom Nationalsozialismus“. Joachim Kühnert erwähnt als Unterstützung von Bartons Deutung, dass sich sein Vater wiederholt in diesem Sinn geäußert hatte. Es wird jedoch nicht angegeben, wann im Verlaufe des Jahres 1933 sich Kühnert um die österreichische Staatsbürgerschaft bewarb. Im Juni 1933 spitzte sich der Konflikt zwischen dem nationalsozialistisch geführten Deutschen Reich und Österreich zu. Wer sich danach als Deutscher mit einer österreichischen staatlichen Anstellung um die österreichische Staatsbürgerschaft bewarb, der tat das eventuell zur Sicherung seiner Anstellung. Joachim Kühnert nennt selbst noch einen anderen Grund und ergänzt, „dass dieser Schritt auch mit seiner Absicht, sich zu habilitieren, in Zusammenhang stand. Mit dem Erwerb der österreichischen Staatsbürgerschaft konnten Schwierigkeiten bürokratischer Natur […] vermieden werden.“
Am 6. März 1934 wurde Kühnert Mitglied der Vaterländischen Front, wie das seitens der Dollfuß-Regierung von Lehrern gefordert wurde.
Durch Hans Mauthe erhielt Kühnert die Möglichkeit, Artikel in der Tageszeitung Wiener Neueste Nachrichten zu publizieren. 1936 schrieb er dort über Probleme des Kirchenkampfes sowie eine Besprechung des Buches Die Grundlagen des Nationalsozialismus von Alois Hudal. Kühnert sah im Nationalsozialismus aus der Warte des Christen manche Probleme. Kühnerts Art zu schreiben war stets sachlich und behutsam, auch im Rahmen einer solchen Auseinandersetzung.

### In Österreich 1938–1945
Nach dem Anschluss Österreichs wirkte Kühnert, laut Barton, als „Fluchthelfer“ für evangelische Juden, und riskierte dabei sein Leben. Barton selbst beobachtete, „mit welchem Dank inzwischen sehr prominente evangelische Wissenschaftler des Auslandes, denen Kühnert zur Flucht aus Österreich verholfen hatte, ihm verbunden blieben“. Barton nennt hier aber keinen Namen von einem dieser Prominenten. Kühnerts Sohn kann sich noch an zwei Namen von Juden erinnern: Erstens Otto Walter, dem Kühnert durch seine Beziehungen zu einem Professor für Kirchengeschichte in Schweden 1938 zur Emigration dorthin verholfen hatte. Und zweitens Friedrich Forell, zu dessen Flucht er unmittelbar nach dem Anschluss beitrug (in welcher Weise, wird nicht gesagt).
Der zuletzt genannte Pastor Forell, der Leiter der Schwedischen Israelmission, hatte übrigens regelmäßig an den Treffen von Predigern und kirchlichen Leitern im Rahmen der Evangelischen Allianz teilgenommen, im Unterschied zu Kühnert, der in den Teilnehmerlisten nie aufscheint.
Mehrere von NS-Funktionären geschriebene „politische Beurteilungen“ über Kühnert schließen mit Worten wie: „Charakterlich und politisch ist nichts Nachteiliges bekannt.“ Einmal wurde folgendermaßen formuliert: „Eine gegnerische Einstellung konnte nicht nachgewiesen werden“. Das heißt, er war nicht als Gegner des Nationalsozialismus aufgefallen. Andererseits ging seine Anpassung auch nicht so weit, dass man ihm klar eine – wie man damals formulierte – „Bejahung des neuen Staates und der Partei“ zugeschrieben hätte.
Der Gau-Akt erwähnt noch einige Einzelheiten: Im Juni 1938 wurde er Mitglied bei der Nationalsozialistischen Volkswohlfahrt (NSV), er kaufte nicht bei Juden ein, und er las den Völkischen Beobachter, während er vor dem „Umbruch“ die Wiener Neuesten Nachrichten gelesen hatte.

### Nachkriegszeit
In der Nachkriegszeit neigte Kühnert dazu, das problematische Verhalten führender Männer seiner Kirche während der NS-Zeit zu verteidigen. Barton stellt diese Neigung Kühnerts in den Kontext seines konservativ lutherischen Bekenntnisses:
„Für Wilhelm Kühnert blieb es charakteristisch, daß er auch größtes Verständnis für den Standort der Großdeutschen und wohltuend selbst nach 1945 für den der Nationalsozialisten aufzubringen suchte. Sein bisweilen apologetisches Eintreten für geistliche Amtsträger der evangelischen Kirche, die trotz seiner ebenso behutsamen wie dezidierten Warnungen politisch geirrt hatten, war zutiefst durch sein gestandenes Luthertum geprägt.“
Kühnerts Neigung zum Verteidigen wird von Barton folgendermaßen erläutert:
„Seine extrem große Loyalität seiner Kirche gegenüber führte dazu, daß er deren Versagen zwar nicht entschuldigte, aber doch auch primär das Positive, ihr Geführtwerden durch den auferstandenen Herrn der Geschichte, herauszustellen suchte.“

## Werke
- Karl Schwarz: Bibliographie Wilhelm Kühnert. In: Jahrbuch für die Geschichte des Protestantismus in Österreich 97 (1981) S. X–XXII.

### Artikel in Zeitschriften und Sammelbänden (Auswahl)
- Die evangelische Kirche Österreichs im Revolutionsjahr 1848. In: Amt und Gemeinde, Jg. 2, 1948, S. 37–40, 121–124, 151–154.
- Reformation und Gegenreformation im Lichte der neuesten österreichischen Geschichtsforschung. In: Amt und Gemeinde, Jg. 3, 1949, S. 107–109, 146–149.
- Das Taufbuch der schwedischen Gesandtschaftskapelle in Wien 1733-1786. In: Jahrbuch der Gesellschaft für die Geschichte des Protestantismus in Österreich (abg. JbGPrÖ), Jg. 68/69, 1953, S. 99–111.
- Konfessionalismus und Unionismus in der österreichischen evangelischen Kirche der Toleranzzeit. In: Österreichisches Archiv für Kirchenrecht (abg. ÖAKR), Jg. 5, 1954, 195–207.
- Die Krisis des deutschen Protestantismus um 1700. In: Zeitschrift für Systematische Theologie, Jg. 23, 1954, S. 259–288.
- Johann Matthias Schroeckh. Ein Beitrag zum Problem Kirchengeschichte und Diaspora. In: JbGPrÖ, Jg. 74, 1958, S. 71–106; Jg. 75, 1959, S. 65–96.
- Unsere Kirche im Wandel der Zeiten. In: Gerhard May (Hrsg.): Die Evangelische Kirche in Österreich. Vandenhoeck & Ruprecht, Göttingen 1962, S. 51–87.
- Leibniz als ökumenischer Theologe. In: Amt und Gemeinde, Jg. 18, 1967, S. 1–3, 22–25, 40–41.
- Die verfassungsrechtliche Entwicklung der Evangelischen Kirche in Österreich zur Zeit der ersten Republik. In: ÖAKR, Jg. 21, 1970, S. 313–328.
- Aus den Anfängen der späteren Wiener evangelisch-theologischen Fakultät: Friedrich Daniel Schimko. In: JbGPrÖ, Jg. 92, 1976, S. 55–84.
- Vom Leben der evangelischen Toleranzkirche Österreichs: Juristische und psychologische Probleme staatlicher Reglementierung. In: ÖAKR, Jg. 28, 1977, S. 315–331.
- Die Rechtsstellung der Wiener Evangelisch-theologischen Fakultät im Kraftfeld von Staat und Kirche. In: Peter Leisching, Franz Pototschnig, Richard Potz (Hrsg.): Ex aequo et bono (= Festschrift für Willibald M. Plöchl; Forschungen zur Rechts- und Kulturgeschichte; 10). Innsbruck 1977, S. 473–494.
- Zentrifugale Kräfte in der Evangelischen Kirche Altösterreichs mit besonderer Berücksichtigung des böhmisch-mährischen Raumes. In: JbGPrÖ, Jg. 94, 1978, S. 82–95.
- Dionysius von Korinth – eine Bischofsgestalt des zweiten Jahrhunderts. In: Hans-Christoph Schmidt-Lauber (Hrsg.): Theologia scientia eminens practica (= Festschrift für Fritz Zerbst). Wien 1979, S. 273–289.

### Ungedruckte Qualifikationsarbeiten
- Leibniz und die vergleichende Religionswissenschaft. Philosophische Dissertation, Wien 1930.
- Die Gottesidee Gabriel Biels. Theologische Dissertation, Wien 1934.
- Prolegomena zu einer Theologie Leibnizens. Theologische Habilitationsschrift, Wien 1947 [verschollen].